# Palacio Legislativo (Uruguai)
El Palacio Legislativo (en català: Palau Legislatiu) és la seu del Parlament de l'Uruguai. Es troba a la capital, Montevideo. La construcció de l'edifici començà el 1908 i acabà el 1925. L'arquitectura és neoclàssica. L'edifici s'inaugurà oficialment el 25 de d'agost de 1925, com a celebració dels cent anys de la independència del país.

## Galeria d'imatges

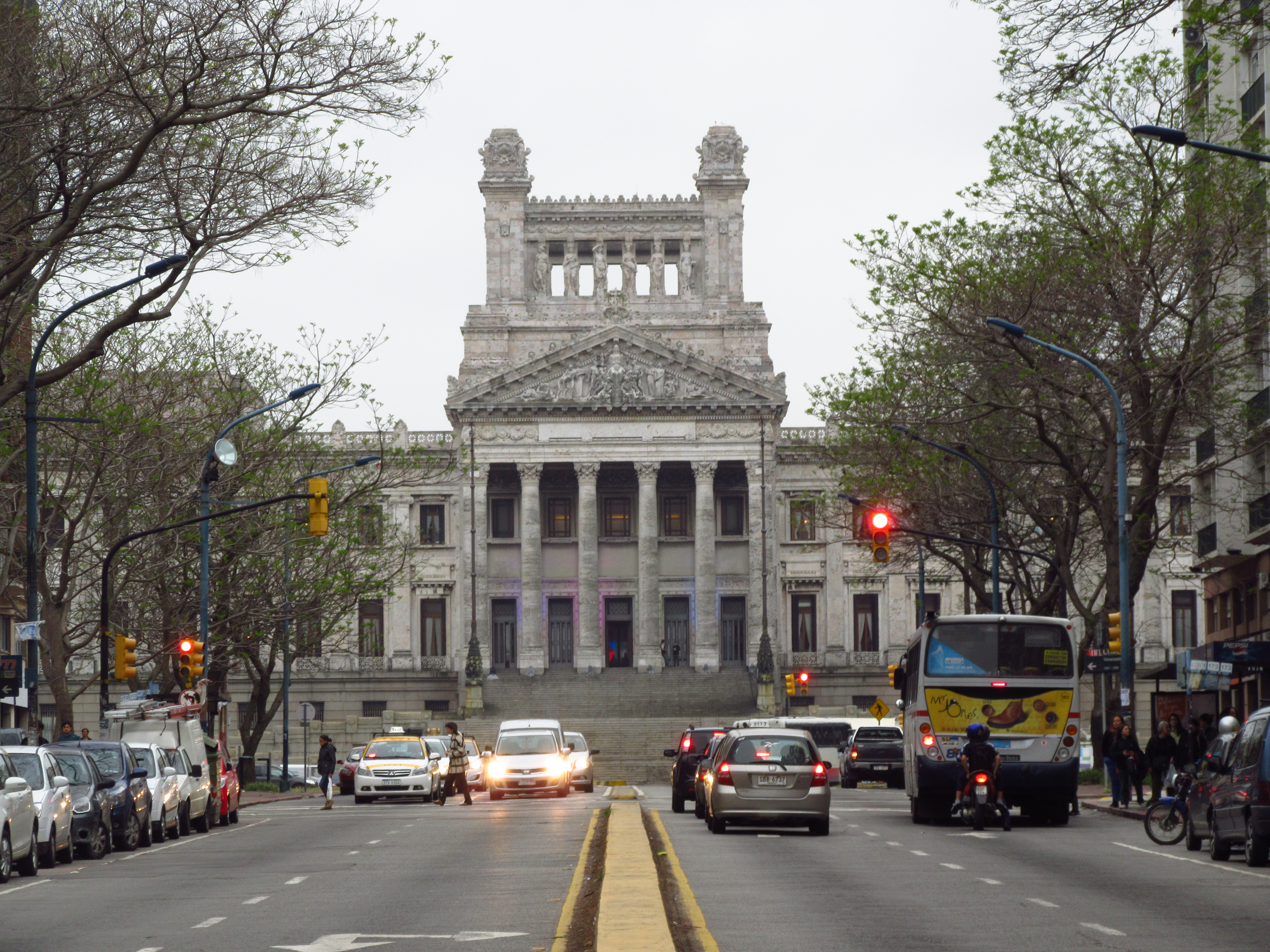
Vista del Palacio Legislativo des de l'Avinguda de Las Leyes
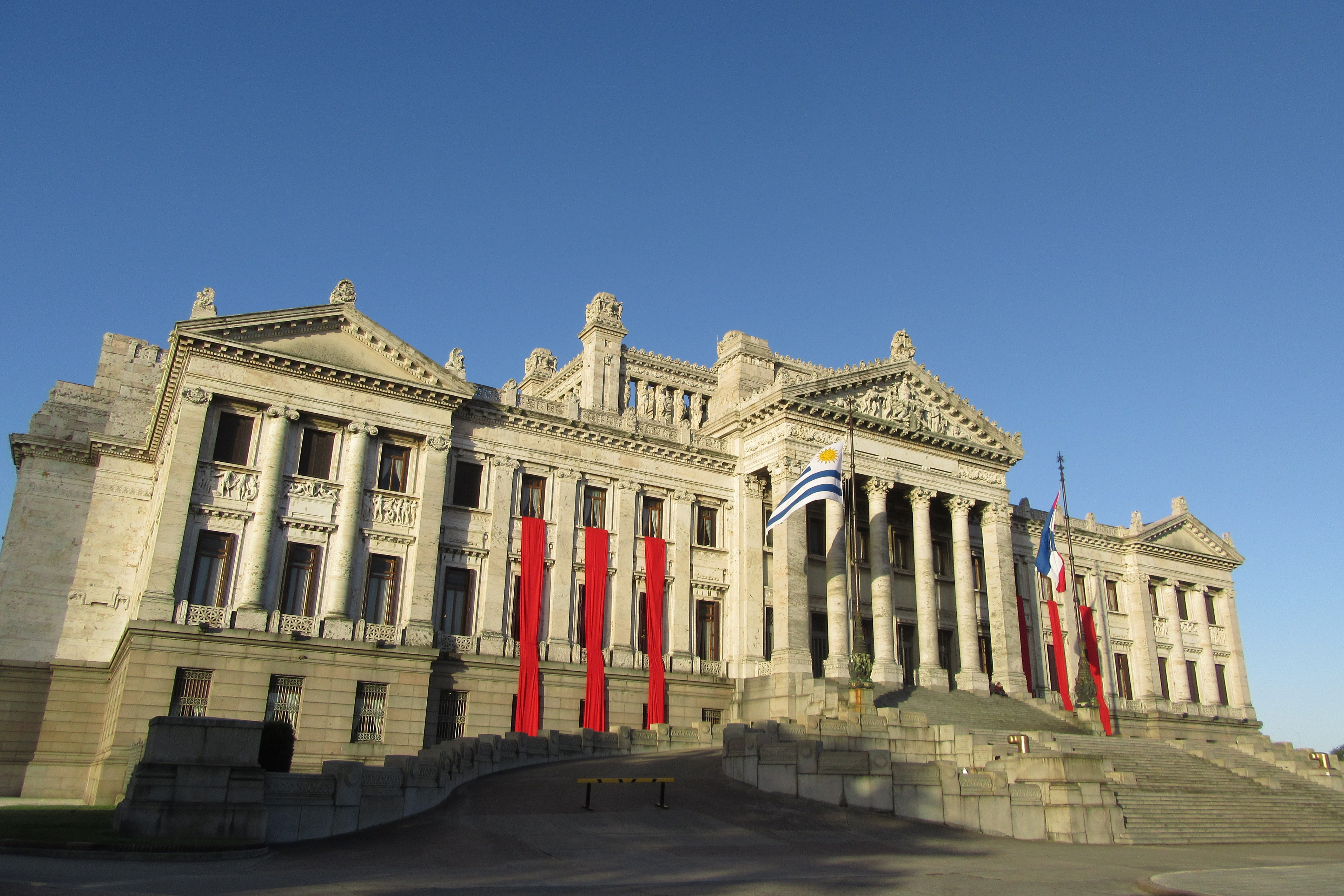
Vista lateral del Palacio Legislativo
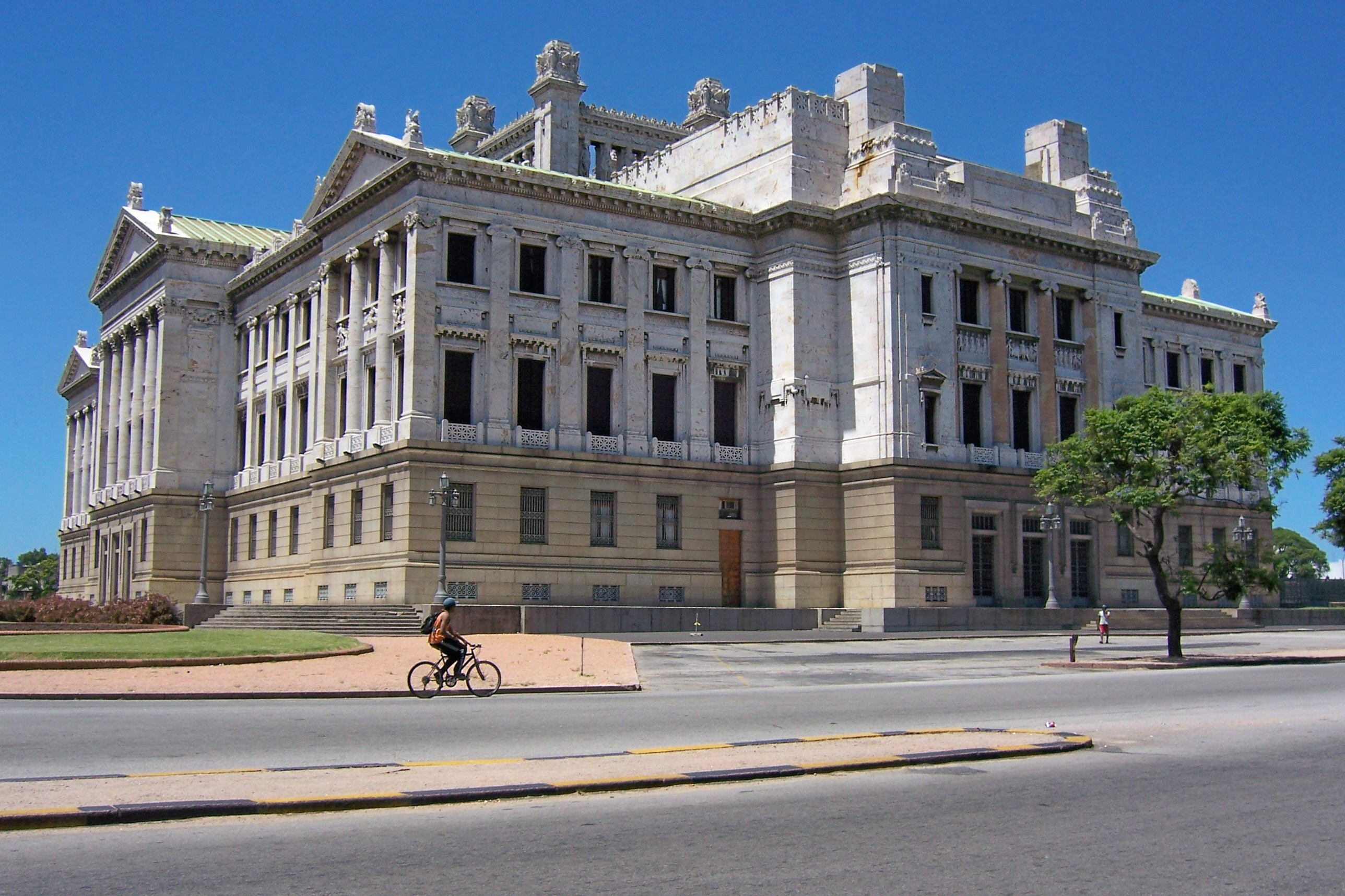
Vista d'una façana lateral de l'edifici
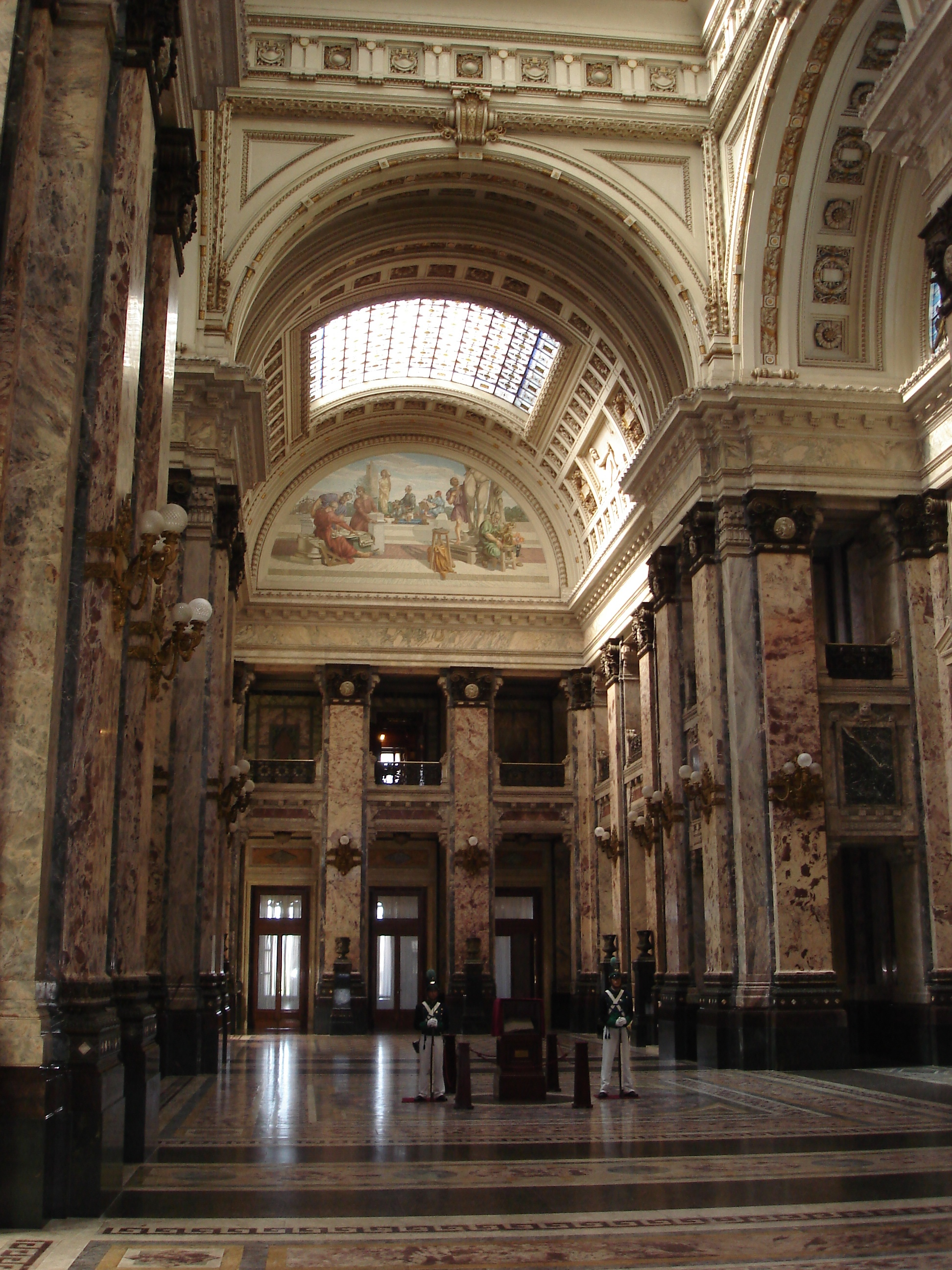
Gran hall a dins de l'edifici
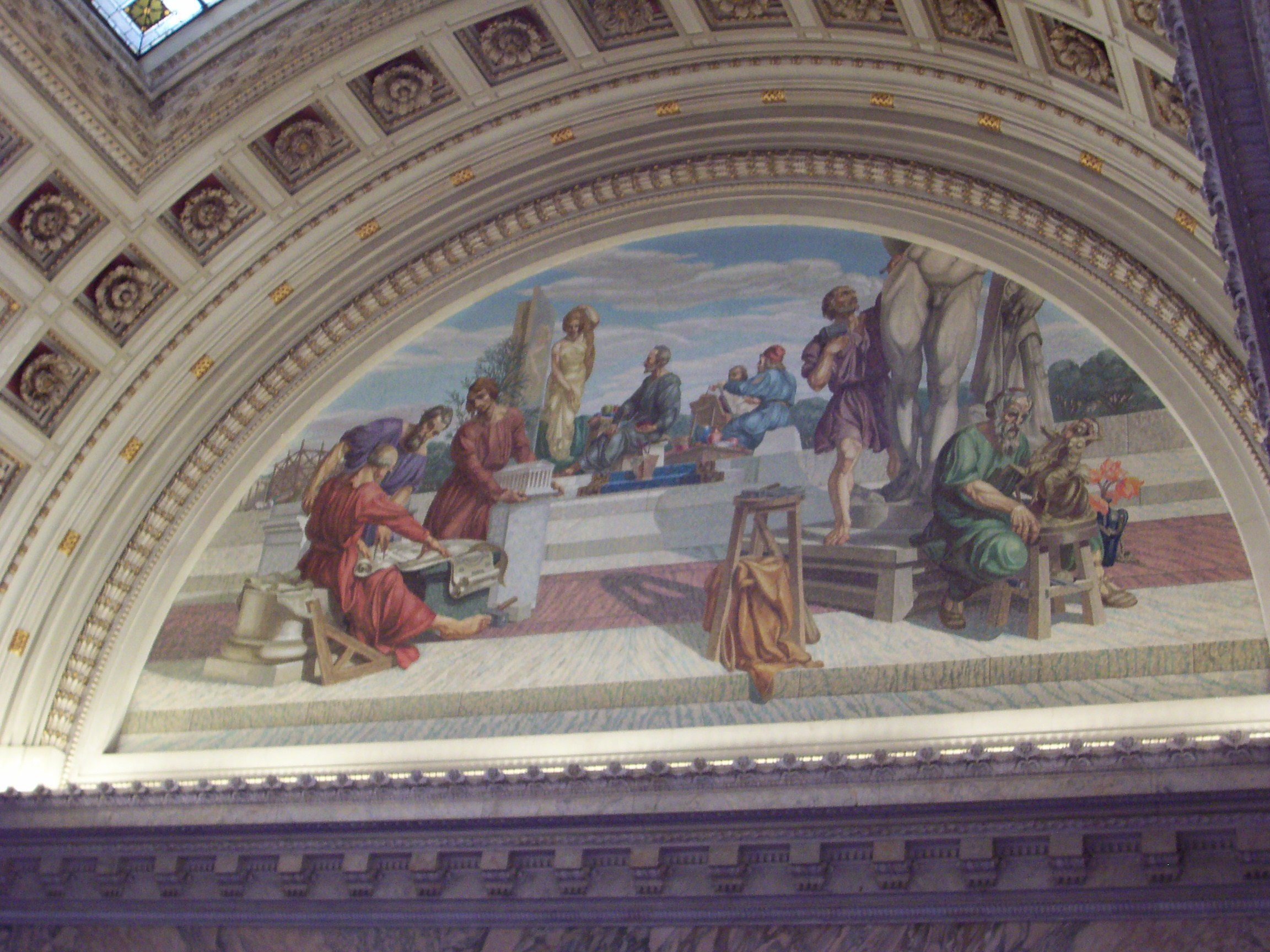
Detall de les pintures al Salón de los Pasos Perdidos